# دی ۱۳۸۵

## جمعه: ‎۲۳ دی۱۳۸۵(۱۲ ژانویه۲۰۰۷)
- «ایرانیان بازداشت شده، مصونیت دیپلماتیک ندارند»

عراق اعلام کرد محلی که روز پنج شنبه، مورد حمله نیروهای آمریکایی در اربیل قرار گرفت، دفتر  ایران تحت قوانین رسمی دیپلماتیک نبوده‌است. روز پنج شنبه، نیروهای آمریکایی به یک دفتر دولت ایران در شهر اربیل، پایتخت حکومت منطقه‌ای کردستان عراق حمله کردند و شش ایرانی را بازداشت کردند. یکی از ایرانیان در فاصله کوتاهی آزاد شد، و تهران، واشینگتن را متهم کرد که به دفتر «کنسولگری جمهوری اسلامی ایران» در شهر اربیل، حمله کرده‌است و قوانین رایج بین‌المللی «مصونیت دیپلمات‌ها» را زیر پا نهاده‌است.
اما روز جمعه، هوشیار زیباری، وزیر امورخارجه عراق گفت که این ساختمان، یک «دفتر روابط» برای حفاظت از منافع ایران بوده‌است. رادیو فردا
- محاکمه متهم به جاسوسی برای ایران

نخستین جلسه دادگاه رسمی دانیل جیمز، افسر انگلیسی که متهم به جاسوسی برای جمهوری اسلامی است، روز جمعه در لندن برگزار شد. رادیو فردا

## پنج‌شنبه: ‎۲۲ دی۱۳۸۵(۱۱ ژانویه۲۰۰۷)
- «حملهٔ نیروهای آمریکایی به کنسولگری ایران در اربیل عراق»

نیروهای آمریکایی به کنسولگری ایران در اربیل عراق یورش برده و ۵ کارمند این کنسولگری را بازداشت کردند.خبرگزاری دانشجویان ایران

## سه‌شنبه: ‎۲۰ دی۱۳۸۵(۹ ژانویه۲۰۰۷)
- آمریکا بانک سپه را رسما تحریم کرد

وزارت خزانه داری آمریکا، بانک سپه ایران را به خاطر همکاری با صنایع موشکی این کشور به‌طور رسمی مورد تحریم قرار داد. بی‌بی‌سی فارسی
- افزایش مرگ و میر ناشی از آلودگی هوا در تهران

شهرداری تهران اعلام کرده که آبان ماه امسال ۴۵۰۰ نفر به علت سکته قلبی در شهر تهران جان خود را از دست داده‌اند که آلودگی هوا علت ۸۰ درصد این مرگ و میرها بوده‌است. بی‌بی‌سی فارسی

## سه‌شنبه: ‎۱۹ دی۱۳۸۵(۸ ژانویه۲۰۰۷)
- 'دستگیری جاسوس' در مرکز پژوهشهای مجلس ایران

احمد توکلی، رئیس مرکز پژوهش‌های مجلس ایران گفته‌است فردی که در این مرکز برای سازمان مجاهدین خلق ایران، «جاسوسی» می‌کرده، بازداشت شده‌است. بی‌بی‌سی فارسی
- آمریکا«بانک سپه»را تحریم می‌کند

ایالات متحده آمریکا تصمیم گرفته دارایی‌های بانک سپه، از شاخص‌ترین بانک‌های صادراتی ایران را مسدود کند و این دستور با اختیارات ریاست جمهوری آمریکا انجام می‌شود. رادیو فردا
- حمله آمریکا به مواضع القاعده در سومالی

ایالات متحده آمریکا مواضع گروه تروریستی القاعده در سومالی را مورد حمله قرار داد. به گزارش آسوشیتد پرس از واشینگتن، یکی از مقامات مسئول و ارشد پنتاگون، خبر حمله را تأیید کرده‌است. گفتنی است که آمریکا همواره اتحادیه محاکم شریعت اسلامی سومالی را به پناه دادن و حمایت کردن از گروه تروریستی القاعده متهم کرده‌است. رادیو فردا

## دوشنبه: ‎۱۸ دی۱۳۸۵(۷ ژانویه۲۰۰۷)
- وزیر خارجه انگلستان: «احمدی نژاد به ایرانیان خیانت می‌کند»

مارگارت بکت، وزیر خارجه بریتانیا، روز ششم ژانویه، در مقاله‌ای در اورشلیم پست چاپ اسراییل، در مورد بحران هسته‌ای ایران می‌گوید که نگرانی ما در مورد سلاح هسته‌ای ایران است و نه انرژی هسته‌ای. مارگارت بکت با اشاره به برگزاری کنفرانس هولوکاست در تهران توسط محمود احمدی نژاد، می‌افزاید: «من این امر را غیرقابل باور می‌دانم که مردی که هولوکاست رازیر سؤال می‌برد، صاحب اسلحه‌ای شود که بتواند دوباره هولوکاست را تکرار کند.» وی همچنین افزود که رژیم جمهوری اسلامی می‌خواهد غنی‌سازی هسته‌ای را مشابه نبرد دکتر مصدق در سال ۱۹۵۳ برای ملی شدن صنعت نفت وانمود کند. جالب آنکه رژیم جمهوری اسلامی حتی اسم یک خبابان را به نام دکتر محمد مصدق نام‌گذاری نکرده و در عوض  ترجیح داده یکی از خیابانان تهران را به نام خالد اسلامبولی، قاتل انور سادات، رئیس‌جمهوری فقید مصر، نام‌گذاری کند. رادیو فردا
- اسقف اعظم جدید کلیسای ورشو پس از اعتراف به جاسوسی برای کمونیستها استعفا داد

پاپ بندیکت با استعفای کاردینال استانیسلاو ویلگوس، اسقف اعظم کلیسای ورشو، که به فاصله فقط سه روز پس از اعتراف او به همکاری با پلیس مخفی دوران کمونیستی لهستان انجام گرفت، موافقت کرده‌است. مقامات کاتولیک در لهستان امروز خبر این موافقت را یک ساعت قبل از آنکه مراسم رسمی انتصاب کاردینال ویلگوس به مقام اسقفی برگزار شود، اعلام کردند. کاردینال ویلگوس روز جمعه با صدور اعلامیه‌ای اعتراف کرد که در دوران کمونیستی لهستان جاسوس بوده‌است. وی که قبلاً جاسوسی را تکذیب می‌کرد ابراز ندامت کرده‌است و می‌گوید می‌داند که به کلیسا لطمه زده‌است. صدای آمریکا

## یک‌شنبه: ‎۱۷ دی۱۳۸۵(۶ ژانویه۲۰۰۷)
- جمهوری اسلامی شایعه مرگ خامنه‌ای را تکذیب کرد

جواد ظریف، نماینده دائم جمهوری اسلامی در سازمان ملل متحد در مصاحبه‌ای اختصاصی با خبرگزاری روئیترز شایعه مرگ سیدعلی خامنه‌ای را رد کرد و آن را دروغی جهت دار خواند. یاهو نیوز، بی‌بی‌سی فارسی

## شنبه: ‎۱۷ دی۱۳۸۵(۶ ژانویه۲۰۰۷)
- «احتمال قطع برق در تهران افزایش یافت»

به گفته مدیر عامل شرکت ملی گاز ایران، گاز همه وزارتخانه‌ها و ادارات دولتی در ایران، از پنج شنبه گذشته، و به منظور تأمین مصرف خانگی گاز قطع شده و احتمال می‌رود که برق نیز در تهران قطع شود. رادیو فردا
- تظاهرات اسلامگرایان ترکیه مقابل کنسولگری جمهوری اسلامی

تعدادی از اسلامگرایان استانبول روز جمعه پس از اقامه نماز در مسجد جزره قسیم پاشا در جاقال اوغلو، در برابر کنسولگری جمهوری اسلامی ایران دست به تظاهرات زدند. تجمع کنندگان در مقابل کنسولگری ایران در استانبول خود را مبارزین جبهه اسلامیون شرق بزرگ و نوادگان یاوز سلیم سلطان عثمانی معرفی کردند که در دشمنی با اهل تشیع شهرت دارد. تظاهر کنندگان در گفت وگوی مطبوعاتی خود خواستار مقابله مسلمانان با شیعیان شده و جمهوری اسلامی را عامل پشت پرده اعدام صدام حسین معرفی کرده‌اند. رادیو فردا

## پنج‌شنبه: ‎۱۵ دی۱۳۸۵(۴ ژانویه۲۰۰۷)
- قسم‌خوردن به قرآن برای اولین بار در کنگره آمریکا

کیت الیسون، نخستین عضو مسلمان کنگره، مراسم سوگند خود را با قرآن اجرا کرد.  

## چهارشنبه: ‎۱۴ دی۱۳۸۵(۳ ژانویه۲۰۰۷)
- سرما صدور گاز ایران به ترکیه را قطع کرد

جمهوری اسلامی رسما اعلام کرد که به دلیل سرمای هوا و افزایش مصرف گاز طبیعی در داخل کشور صادرات گاز ایران به ترکیه موقتاً متوقف شده‌است. بی‌بی‌سی فارسی
- مجلس جمهوری اسلامی حداقل سن رأی دهندگان را افزایش داد

قانونگذاران جمهوری اسلامی در حالی افزایش حداقل سن رأی دهندگان را تصویب کرده‌اند که دولت محمود احمدی نژاد با این تصمیم ابراز مخالفت کرده‌است. بی‌بی‌سی فارسی
- حمله رهبر جدید بعث عراق به آمریکا، بریتانیا، اسرائیل و ایران

عزت ابراهیم، ژنرال فراری عراقی که طرفداران حزب بعث عراق وی را رهبر جدید حزب خوانده‌اند، آمریکا، بریتانیا، اسرائیل و ایران را عامل اعدام صدام حسین توصیف کرده و خواهان خونخواهی صدام حسین معدوم شده‌است. بی‌بی‌سی فارسی

## دوشنبه: ‎۱۲ دی۱۳۸۵(۱ ژانویه۲۰۰۷)
- رومانی و بلغارستان به اتحادیه اروپا پیوستند.

## شنبه: ‎۹ دی۱۳۸۵(۳۰ دسامبر۲۰۰۶)
- صدام حسین اعدام شد

بامداد روز شنبه صدام حسین، رئیس‌جمهور پیشین عراق اعدام شد. 

## پنج‌شنبه: ‎۷ دی۱۳۸۵(۲۸ دسامبر۲۰۰۶)
- جمال کریمی‌راد درگذشت

وزیر دادگستری جمهوری اسلامی ایران در سانحه تصادف کشته‌شد. خبرگزاری فارس

## چهارشنبه: ‎۶ دی۱۳۸۵(۲۷ دسامبر۲۰۰۶)
- جرالد فورد رئیس‌جمهوری پیشین آمریکا درگذشت

جرالد فورد، تنها رئیس‌جمهوری آمریکا که بدون پیروزی در انتخابات به این سمت دست یافته بود در سن ۹۳ سالگی در گذشت. بی‌بی‌سی فارسی
- حکم اعدام صدام تأیید شد

دادگاه تجدید نظر عراق حکم اعدام صدام حسین، دیکتاتور سابق این کشور را تأیید کرده‌است.بی‌بی‌سی فارسی
- مجلس شورای اسلامی به تجدید نظر در همکاری اتمی رای داد

در واکنش به قطعنامه تحریم ایران، مجلس شورای اسلامی کلیات طرح الزام دولت به تجدید نظر در همکاری با آژانس بین‌المللی انرژی اتمی را تصویب کرد. بی‌بی‌سی فارسی

## دوشنبه: ‎۴ دی۱۳۸۵(۲۵ دسامبر۲۰۰۶)
- نقش‌های تخت جمشید آسیب دید

به دنبال کار گروه فیلمبرداری سریال «مدار صفر درجه» آسیب‌های وحشتناک شیمیایی به نقش‌های ۲۵۰۰ ساله تخت جمشید وارد آمده‌است. رادیو فردا
- وجود یک صد بازداشتگاه غیرقانونی در ایران تأیید شد

علی اکبر یساقی، رئیس سازمان زندان‌های ایران، در تازه‌ترین اظهار نظر خود، سخنان قبلی‌اش دربارهٔ «وجود بازداشتگاه‌های خارج از اختیار سازمان زندان‌ها» را تأیید کرد و گفت در حوزه بازجویی‌ها هیچ مسئولیتی نداریم. رادیو فردا
- گسترش جنگ اتیوپی و سومالی به مرزها

در پی اعلان جنگ اتیوپی به اسلام‌گرایان سومالی معروف به اتحادیه محاکم شریعت اسلامی سومالی، نیروی هوایی این کشور فرودگاه بین‌المللی موگادیشو را بمباران کردند و سه روستای و یک شهر مهم مرزی را تصرف کردند. رادیو فردا

## شنبه: ‎۲ دی۱۳۸۵(۲۳ دسامبر۲۰۰۶)
- موزه لوور و جعل نام خلیج پارس

نام‌های ساختگی برای خلیج فارس در موزه لوور و گسترش اعتراضات. (پرونده صوتی: رادیو زمانه)
- ایران تحریم شد

شورای امنیت سازمان ملل به اتفاق آرا به تحریم ایران رای داد.
در این قطعنامه که همه پانزده عضو شورای امنیت به آن رای دادند، کشورها از «عرضه، فروش یا انتقال ... همه اقلام، مواد، تجهیزات، فناوری و کالاهایی که می‌توانند به برنامه هسته‌ای و موشک‌های بالستیک ایران ارتباط داشته باشند منع می‌شوند». (رادیو زمانه)